# Onthophagus missor
Onthophagus missor là một loài bọ cánh cứng trong họ Bọ hung (Scarabaeidae).